# Митрофан (Бутинський)
Митрофан (світське ім’я — Бутинський Володимир Ярославович; нар. 17 червня 1978, Накваша, Бродівський район, Львівська область) — архієрей Православної церкви України (до 15 грудня 2018 року — Української православної церкви Київського патріархату), архієпископ Харківський і Слобожанський.

## Життєпис
У 1985–1995 роках навчався у Наквашанській середній школі.
У 1996 році вступив на перший курс Львівської духовної семінарії, яку закінчив у 2000 році.
Протягом 2003–2008 років навчався у Чернівецькому Національному університеті ім. Ю. Федьковича на філософсько-теологічному факультеті за спеціальністю «Релігієзнавство».
23 липня 2006 року митрополитом УАПЦ Мефодієм (Кудряковим) був рукоположений у сан диякона,
1 жовтня 2006 року у сан священика.
Зарахований у клір Тернопільської єпархії та призначений священиком кафедрального собору Різдва Христового м. Тернополя.
З 29 жовтня 2006 року переведений у клір Київської єпархії та призначений штатним священиком Свято-Андріївського кафедрального собору м. Києва. 
1 березня 2007 року із благословення Святійшого Патріарха Київського і всієї Руси-України Філарета, священноархімандрита Свято-Михайлівського Золотоверхого монастиря, був зачислений насельником цього монастиря.
14 червня 2007 року з благословення Святійшого Патріарха Філарета, високопреосвященним Димитрієм, архієпископом Переяслав-Хмельницьким, (нині митрополит Львівський і Сокальський) намісником монастиря, пострижений в чернечий чин з іменем Митрофан на честь святителя Митрофана, патріарха Константинопольського (день пам'яті 17 червня).
6 травня 2008 року за Божественою літургією, у Свято-Георгіївському соборі Видубицького монастиря, Святійшим Патріархом Філаретом був нагороджений наперсним хрестом. 
8 травня 2008 року, згідно указу Святійшого Патріарха Філарета, призначений благочинним Свято-Михайлівського Видубицького монастиря м. Києва. 
6 травня 2009 року за Божественою літургією, у Свято-Георгіївському соборі Видубицького монастиря, Святійшим Патріархом Філаретом був возведенний в сан ігумена.
Восени 2009 року став слухачем другої вищої освіти, юридичного інституту НАУ, який закінчив у 2012 році, отримавши диплом «Юриста». 10 червня 2010 році закінчив Київську Православну Богословську Академію та отримав диплом Магістра Богослів'я. 1 вересня 2011 року, асистент кафедри теорії та історії держави і права юридичного інституту НАУ. 19 вересня 2011 році, Святійшим Патріархом Філаретом нагороджений правом носіння палиці.
1 червня 2012 року, з благословення Святійшого Патріарха Філарета, указом архієпископа Рівненського і Острозького Іларіона, призначений намісником Свято-Георгіївського чоловічого монастиря (на Козацьких могилах), с. Пляшева, Рівненської єпархії. 
8 липня 2012 року, з благословення Святійшого Патріарха Філарета, архієпископом Іларіоном нагороджений хрестом з прикрасами. 
30 березня 2013 року, з благословення Святійшого Патріарха Філарета, возведенний в сан архимандрита.
20 травня 2013 року, указом архиєпископа Іларіона, призначений особистим секретарем архієпископа Рівненського та Острозького.

## Єпископське служіння
27 липня 2013 р. Священним синодом Української православної церкви Київського патріархату (Журнал засідання № 31) обраний на єпископа Харківського і Богодухівського.
25 серпня 2013 р. у Володимирському патріаршому кафедральному соборі відбулася архієрейська хіротонія архімандрита Митрофана на єпископа Харківського і Богодухівського. Хіротонію очолив Святійший Патріарх Київський і всієї Руси-України Філарет. Предстоятелю співслужили митрополит Переяслав-Хмельницький і Білоцерківський Епіфаній, митрополит Білгородський і Обоянський Іоасаф, архієпископ Рівненський і Острозький Іларіон, архієпископ Чернігівський і Ніжинський Євстратій, єпископ Васильківський Лаврентій та єпископ Вишгородський Агапіт.
15 грудня 2018 року разом із усіма іншими архієреями УПЦ КП взяв участь у Об'єднавчому соборі в храмі Святої Софії.

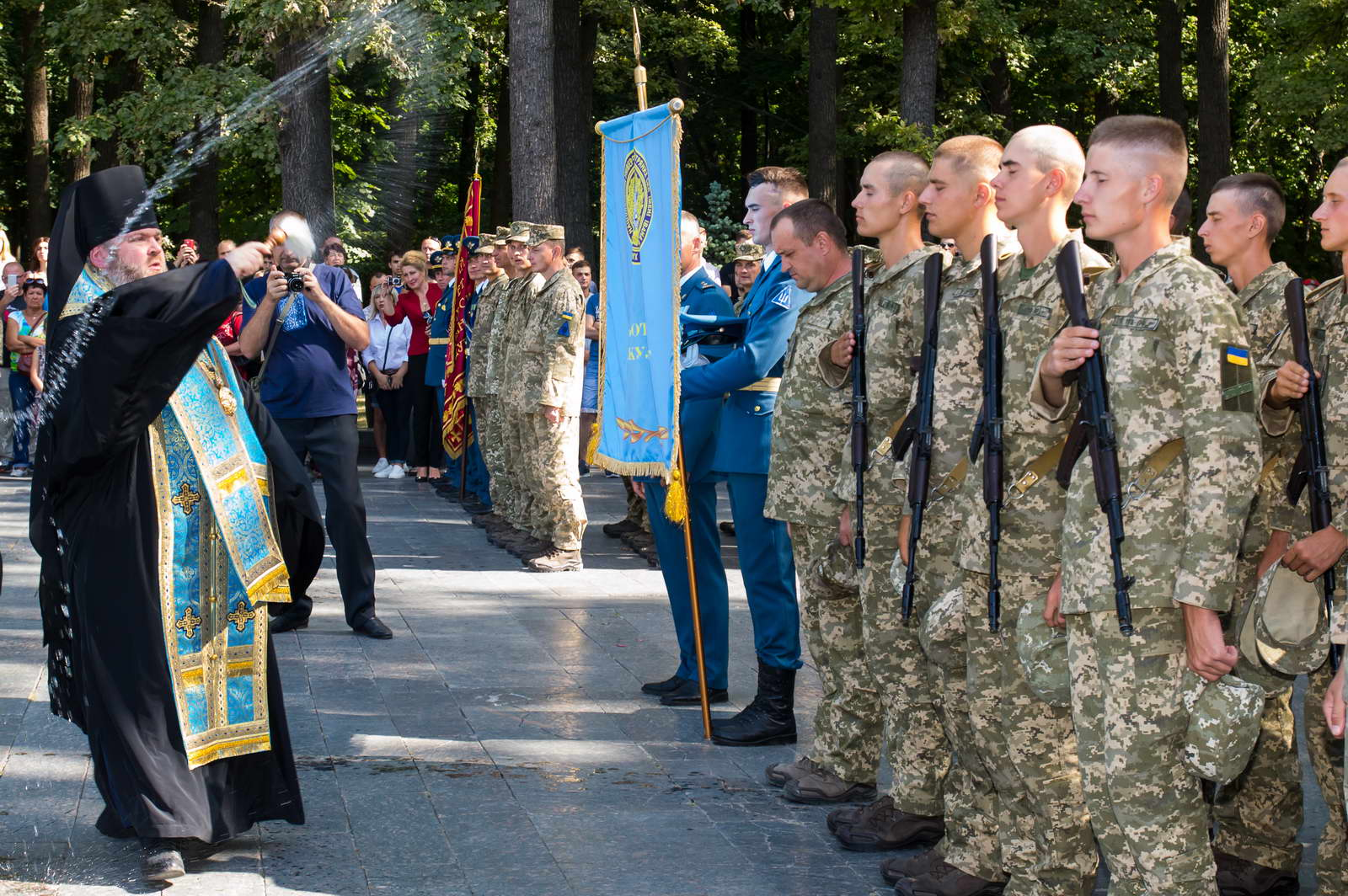
Благословення від очільника Харківської єпархії ПЦУ Єпископа Митрофана курсантів І курсу Харківського національного університету Повітряних Сил імені Івана Кожедуба, під час складання Військової присяги. 2018 рік

3 листопада 2020 року після сорок днів із дня загибелі екіпажу та курсантів літака Ан-26Ш із бортовим номером «76», на місці катастрофи та у храмі святого рівноапостольного князя Володимира Великого на території Меморіального комплексу «Слобожанський» було звершено заупокійні богослужіння, які очолив єпископ Митрофан у співслужінні військових капеланів Харківської єпархії ПЦУ.
2 лютого 2023 року, з урахуванням історичних обставин, Синод змінив титул владики на «Харківський і Слобожанський». Того ж дня предстоятель ПЦУ митрополит Епіфаній підніс єпископа Митрофана до сану архієпископа.

## Нагороди

### Церковні
- Орден Юрія Переможця (02.10.2012 р.) (УПЦ КП)
- Ордена Христа Спасителя (16.06.2013 р.) (УПЦ КП)

## Джерело
- Наречення нового архієрея